# Stolonica brevigastra
Stolonica brevigastra är en sjöpungsart som beskrevs av Kott 2003. Stolonica brevigastra ingår i släktet Stolonica och familjen Styelidae. Inga underarter finns listade i Catalogue of Life.